# 4248 Ranald
4248 Ranald eller 1984 HX är en asteroid i huvudbältet som upptäcktes den 23 april 1984 av det nyzeeländska astronomparet Pamela M. Kilmartin och Alan C. Gilmore vid Mount John University Observatory. Den är uppkallad efter Ranald McIntosh.
Asteroiden har en diameter på ungefär 4 kilometer.